# Nicolás Lindley
Nicolás Eduardo Lindley López, född 16 november 1908, död 3 februari 1995, var en peruansk militärchef som stod i spetsen för den militära regeringen i Peru under flera månader 1963.

## Biografi
Nicolás Lindley föddes i Lima 1908. Han studerade vid "Anglo-Peruvian College." År 1926 började han på Colegio Militar Leoncio Prado i Chorrillos, där han fick sin doktorsgrad 1930. Lindley gjorde en framgångsrik karriär inom det militära, 1960 var han generalkommendant för peruanska armén.
I juli 1962, gjorde Lindley en militärkupp tillsammans med Ricardo Pérez Godoy mot den demokratiskt valde presidenten i Peru Manuel Prado Ugarteche. De tillsatte en militärregering, till en början ledd av Pérez med Lindley som försvarsminister. Juntans främsta mål var att utlysa nya val och föra över makten till en nyvald regering. När Pérez visade tecken på att stanna vid makten längre än vad som ursprungligen hade förutsetts, avsattes han av Lindley den 3 mars, 1963. Lindley stannade vid makten till 28 juli samma år då valets vinnare Fernando Belaúnde Terry tog över presidentposten.
Lindley tjänstgjorde mellan åren 1964 och 1975 som peruansk ambassadör i Spanien.
Lindleys titel var "Militärjuntans andra president".